# Evka 3 (métro d'Izmir)
Evka 3 est une station de la ligne 1 du métro d'Izmir, terminus nord-est de la ligne depuis le prolongement de deux stations le 20 mars 2012.